# چورلو (قره‌عیسی‌لی)
چورلو (به ترکی استانبولی: Çorlu) یک منطقهٔ مسکونی در ترکیه است که در کارایسالی واقع شده‌است.